# Peltopes productus
Peltopes productus är en kräftdjursart som beskrevs av K.H. Barnard 1930. Peltopes productus ingår i släktet Peltopes och familjen Cyproideidae. Inga underarter finns listade i Catalogue of Life.